# 永丰镇 (洛南县)
永丰镇，是中华人民共和国陕西省商洛市洛南县下辖的一个乡镇级行政单位。
2015年，陕西省民政厅批复同意撤销卫东镇，并入永丰镇。

## 行政区划
永丰镇下辖以下地区：
东湖村、火寨村、圪劳村、张村、杨山村、太平村、辛岳村、刘村、李塬村、张塬村、西湖村、街西社区、永丰街村、张坡村、冀洼村、李村、李洼村、马洼村、铁塬村、赵川村、席塬村、刘沟村、王村、陈太村和杨村。